# I miei amici cantautori
I miei amici cantautori è un album di Fiorello pubblicato nel 2000.

## Tracce

### Disco 1
1. Donne
2. Terra promessa
3. Ci vorrebbe un amico
4. Vita spericolata
5. Centro di gravità permanente
6. La mia banda suona il rock
7. Una lunga storia d'amore
8. Il gatto e la volpe
9. Questo piccolo grande amore
10. Io vagabondo
11. Il cielo
12. Una carezza in un pugno

### Disco 2
1. My way
2. Azzurro
3. C'era un ragazzo che come me
4. Cinque giorni
5. Una donna per amico
6. Ti amo
7. Mi vendo
8. Un mondo d'amore
9. La canzone del sole
10. Gloria
11. Una carezza in un pugno (versione acappella)
12. Ricordati di me